# Cinara newelli
Cinara newelli är en insektsart som beskrevs av Tissot 1939. Cinara newelli ingår i släktet Cinara och familjen långrörsbladlöss. Inga underarter finns listade i Catalogue of Life.